# Pierre-Paul d’Ossun
Pierre Paul, markiz d’Ossun (ur. 29 stycznia 1713, zm. 20 marca 1788 w Paryżu) był francuskim dyplomatą.
W latach 1759–1777 d’Ossun był francuskim ambasadorem w Madrycie. Wcześniej był ambasadorem w Neapolu.
D’Ossun był wielkim zwolennikiem idei oświecenia i dlatego pomagał intelektualistom francuskim kontakt z francuskimi i odwrotnie. Pomagał Voltaireowi w czasach jego wygnania z Paryża, zaś m.in. hiszpański pisarz Nicolás Fernández de Moratín (1737-1780) zawdzięczał ambasadorowi dostęp korespondencyjny do ośrodków opiniotwórczych i naukowych w Paryżu.
Minister Étienne-François de Choiseul pouczył go, że nie ma zbyt gorąco popierać antypruskich impulsów na dworze hiszpańskim, ponieważ nie byłoby jego zdaniem korzystne gdyby wojna siedmioletnia zmazała Królestwo Prus z mapy Europy.
1 lutego 1749 roku jego żoną została Louise Thérèse Hocquart, córka Jean Hyacinthe Hocquarta i Marie Anne Gaillard de la Bouexière.